# Lövestad
Lövestad is een plaats in de gemeente Sjöbo in Skåne de zuidelijkste provincie van Zweden. De plaats heeft 608 inwoners (2005) en een oppervlakte van 61 hectare.